# Möngö
El möngö -en mongol мөнгө- és una unitat monetària fraccionària mongola. Cent möngö fan un tögrök.
Les primeres emissions de monedes denominades en möngö foren realitzades el 1925. La sèrie incloïa peces de coure d'1, 2 i 5 möngö, així com peces de plata de 10, 15, 20 i 50 möngö. Es calcula que s'emitiren 1,5 milions de peces de 10 möngö, 417 000 de 15; 1 625 000 peces de 20, i 920 000 monedes de 50.
Una nova sèrie, emesa el 1937, incloïa peces d'alumini-bronze d'1, 2 i 5 möngö. Les peces de 10, 15 i 20 möngö es realitzaren en cuproníquel. En aquesta ocasió no se n'emitiren de 50 möngö. La sèrie del 1945 va tenir la mateixa composició, però es va canviar l'escut nacional i s'utilitzaren l'alfabet ciríl·lic i la numeració occidental en comptes de l'alfabet i numeració mongoles.
La sèrie de 1959 va consistir en sis peces d'1, 2, 5, 10, 15 i 20 möngö. Totes elles estaven fetes d'alumini i els tres valors menors estaven perforats.
Entre 1970 i 1981 s'emitiren les peces d'una última sèrie. Estava composta de monedes d'alumini d'1, 2 i 5 möngö, i monedes de cuproníquel de 10, 15, 20 i 50 möngö.
El 1993 es va realitzar una emissió de billets denominats en möngö. S'hi incloiren tres valors: 10, 20 i 50.

## Imatges

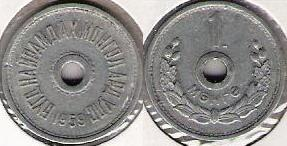
1 möngö, 1959.
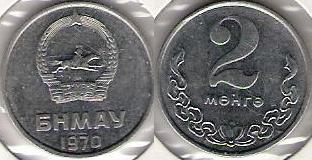
2 möngö, 1970.